# 文英 (繙譯進士)
文英（？—？），戴佳氏，镶黄旗满洲福尔敏佐领下人。乾隆戊戌翻译举人，己亥翻译进士。后官户部员外郎、郎中。

## 家庭
- 子書紳，光禄寺署正；
- 儿媳爱新觉罗氏，兵部尚书奕顥之女；
- 孙女戴佳氏，同治辛未进士、盛京刑部侍郎英煦之母。[2]